# بحيرة الرستن
بحيرة الرستن، بحيرة صناعية أقيمت في عام 1960 على نهر العاصي، تختزن حوالي  225مليون م3 من المياه. تقع البحيرة على حدود مدينة الرستن الغربية والشمالية، وهو الحد الفاصل بين مدينة الرستن وبين محافظة حماة، وتشكل هذه الضفاف إطلالة رائعة لمناطق سياحية مستقبلية منتظرة، تكاد تكون جوهر نهضتها العمرانية، وإحدى أكثر النقاط قوة في هذه المدينة.